# Balvan
Balvan ali eratični blok je večja gmota kamnine, ki jo je prinesel ledenik v času ledene dobe. Balvani se razlikujejo po velikosti in vrsti od ostalih kamnin na področju, v katerem se nahajajo.

## Razprostranjenost
Balvani so pogost pojav v Evropi, tako v Skandinaviji kot tudi v okolici alpskega poledenitvenega področja. Veliki eratični bloki, ki se nahajajo v severni Nemčiji, so v glavnem magmatske kamnine, kot je granit ali metamorfne kamnine (npr. gnajs). Sedimentne kamnine so zaradi svoje slabe odpornosti na erozijo, zelo redke.

## Oblikovanje balvanov
Izraz eratičen se običajno uporablja za sklicevanje na eratične bloke, ki jih Archibald Geikie opisuje kot: »velike masivne kamnine, pogosto velike kot hiše, ki so jih prevažali ledeniki in jih odložili na vidnem mestu v ledeniški dolini ali so raztreseni po hribih in ravninah. In obravnava njihove mineraloške značilnosti, kar vodi k ugotavljanji virov ... «. V geologiji je eratičen material tisti, ki so ga geološke sile preselile iz ene lokacije na drugo, po navadi je to ledenik.
Balvani so nastali z erozijo ledu, ki je posledica gibanja ledu. Ledeniki erodirajo na različne načine: abrazija /dolbenje, skubljenje, narivanje ledu in ledeniško-inducirano luščenje. Ledeniki trgajo kose kamnin v procesu skubljenja, kar proizvaja večje balvane. V procesu abrazije, tok v bazalnem ledu praska ob podlago, polira in iztiska osnovne kamnine, podobno smirkovem papirju na lesu, kar proizvaja manjši drobir. Pri narivanju, ledenik zamrzne svojo podlago, potem pri sunkih naprej premika velike plošče zamrznjenega sedimenta na dnu skupaj z ledenikom. Ledeniško-inducirano luščenje nastane, ko ledene leče pod ledenikom trgajo plasti kamnin, kar zagotavlja manjši drobir, ki je zmlet v ledeniško bazalni material.
Dokazi podpirajo še eno možnost za ustvarjanje balvanov, skalnih plazovi na zgornji površini ledenika (supraglacial). Skalni plaz - supraglacial plaz se pojavi, ko je ledenik spodjedel kamnine, ki kot plaz padejo na zgornjo površino ledenika. Značilnost kamnitih plazov:
- Monolitološka sestava - skupek skal s podobno sestavo pogosto najdemo v neposredni bližini. Do mešanja številnih litologij normalno prisotnih v celotni ledeniški kotlini ni prišlo.
- Oglatost - supraglacial prevaža skale običajno grobo in neredno, brez znakov subglacialne obrabe. Stranice balvanov so približno ravne, kar kaže, da so lahko nekatere površine originalno odlomljene.
- Velika velikost - porazdelitev velikosti balvanov kaže, da so to večji balvani od tistih, ki jih proizvajajo subglaciali.
- Površinsko pozicioniranje balvanov - balvani ležijo na površini ledenih nanosov, v nasprotju z delno ali popolno zakopanimi.
- Omejeno območje razširjenosti - polja balvanov imajo običajno omejen površinski obseg; balvani so v skupinah, na površini ledenika in odloženi na vrhu ledeniškega grebena.
- Usmeritev – balvani so lahko dovolj blizu, da se vidi ujemanje originalnih prelomnih ploskev.
- Položaj balvanskih nizov - balvani se pojavljajo v vrstah, nizih ali skupinah vzdolž bočnih moren ali se nahajajo na čelni moreni ali na ledeniškem površju.

### Ledeniški balvani
Balvani so pomembno orodje pri opredelitvi smeri toka ledenika, ki se rutinsko uporabljajo pri rekonstrukcijah v kombinaciji morena, esker (razpotegnjeni vijugast nasip iz morenskega gradiva, ki ga je iz morenskega gradiva pod ledenim pokrovom nasul ledeniški potok, viden po umiku ledu), drumlin (podolgovat elipsast grič, nastal iz ledeniškega gradiva pod premikajočim se ledenikom, ledenim pokrovom, razpotegnjen v smeri gibanja ledu, navadno v večjih skupinah, ki sestavljajo značilno gričevnato pokrajino), kanal staljene vode in podobno. Neredna distribucija in koncentracija drobirja so lastnosti, ki omogočajo identifikacijo izvorne kamnine, iz katere izhajajo, kar potrjuje smer pretoka, še posebej, če je vir balvanov edinstven v omejenem območju. Eratični material se lahko transportira po večkratnem ledeniškem toku preden se odloži, kar lahko zaplete rekonstrukcijo ledeniškega toka.

### Plavajoči balvani
Ledeniški led kopiči drobir različnih velikosti od majhnih delcev do izjemno velikih skal. Ta drobir se transportira do obale ledenika in se sprošča med nastajanjem, plava in tali ledene gore. Stopnja sproščanja naplavin z ledom je odvisna od velikosti mase ledu, v kateri se prenaša in tudi temperature oceanov, skozi katerega potujejo ledene plošče.
.
Usedline iz poznega obdobja pleistocena, ki ležijo na dnu Severnega Atlantika kažejo več plasti (imenovane Heinrichove plasti), ki vsebujejo naplavine, ki so prišle z ledom. Oblikovane so bile med 14.000 in 70.000 let pred sedanjostjo. Odloženi drobir se lahko izsledi nazaj do izvora, tako vir naravnega materiala kot pot sprostitve naplavine. Nekatere poti so daljše kot 3000 kilometrov od točke, kjer se je ledena plošča odlomila.
Lokacija in višina teh balvanov glede na sedanjo pokrajino je bila uporabljena za identifikacijo najvišje ravni vode v proglacialnih jezerih (npr. jezero Musselshell v osrednji Montani) in začasnih jezerih (npr. jezero Lewis v državi Washington). Naplavine na ledenih gorah so se deponirale, ko so ledene gore pripotovale do obale in se nato stopile ali pa padle iz ledene plošče, ko se je ta stopila. Zato so vsi balvani deponirani pod dejansko ravnijo visoke vode, vendar se izmerjena višina plavajočega drobirja lahko uporabi za oceno višine jezerske površine.
To dosežemo z ugotovitvijo, da na jezeru sveže vode ledena gora plava dokler količina ostankov njenega ledu presega 5 % prostornine ledene gore. Zato se lahko ugotovi korelacija med velikostjo ledene gore in velikostjo balvana.

### Veliki balvani
Veliki balvani os sestavljeni iz kosa žive skale, ki je bila dvignjena in se je prevažala z ledeniškim ledom, ki je nato obtičal nad tanki ledeniški ali fluvioglacialni podlagi, imenovani ledeniška plošča, splav (schollen) ali eratični megablok. Taki balvani imajo značilno dolžino in debelino v razmerju višini 100 do 1. Ti megabloki so lahko delno ali v celoti izpostavljena ali pokopani, prekriti z ledeniškim drobirjem. Megablok je lahko tako velik, da so ga zamenjali za živo skalo, dokler niso z vrtanjem ali izkopavanjem dokazali nasprotno. Takšni balvani večji kot 1 kvadratni kilometer površine in do 30 metrov debeli so v kanadski preriji, na Poljskem, v Angliji, na Danskem in Švedskem. En tak primer se nahaja v Saskatchewanu in ima površino 30 krat 38 km (in od 100 do 330 metrov debeline). Več balvanov iz Poljske in Alberte je bilo ugotovljeno, da so prepotovali več kot 300 km od njihovega vira.

### Neledeniški balvani
V geologiji je balvan vsak material, ki ni doma v neposredni bližini in se je prenesel od drugod. Najpogostejši primeri balvanov so povezani s transportom ledenikov. Vendar pa so bili drugi balvani opredeljeni kot posledica strditve haluge, ki so bile dokumentirane za prevoz kamenja do 40 cm v premeru, kamenje prepleteno v korenine se je pomikalo na greben in celo kot transport kamnov nakopičenih v želodcih plavutonožcev med pašo.

## Zgodovina
V 18. stoletju so balvane razlagali kot pomemben geološki paradoks. Balvani so nekoč veljali kot dokaz o veliki poplavi pred približno 10.000 leti, podobno kot legendarne poplave, opisane v besedilih starih civilizacij po vsem svetu. Starodavne legende o epskih poplavah prihajajo iz različnih kultur, vključno z mezoameriških, sumerskih (Ep o Gilgamešu), hebrejskih (Stara zaveza) in indijske kulture. Med drugim je švicarski politik, pravnik in teolog Bernhard Friedrich Kuhn videl v ledenikih možno rešitev že leta 1788. Vendar pa se je zamisel o ledenih dobah in poledenitvi kot geološki sili, medtem že uveljavila. Ignaz Venetz (1788 - 1859), švicarski inženir, naravoslovec in glaciolog je bil eden prvih znanstvenikov, ki je priznal ledenike kot glavno silo pri oblikovanju zemlje.
V 19. stoletju so mnogi znanstveniki dali prednost balvanom kot dokaz za konec zadnjega glacialnega maksimuma (ledena doba) pred 10.000 leti, ne pa poplave. Geologi so predlagali, da so plazovi ali podori najprej padli kot skale na vrhu ledenikov. Ti se premikajo in nosijo kamenje s seboj. Ko se je led stopil, so balvani obtičali na svojih sedanjih lokacijah.
Principles of Geology Charlesa Lyellova (v. 1, 1830)  je prvi opis balvanov, ki je v skladu s sodobnim razumevanjem. Louis Agassiz je bil prvi znanstvenik, ki je predlagal, da je bila Zemlja predmet pretekle ledene dobe. V istem letu je bil izvoljen za tujega člana Kraljeve švedske akademije znanosti. Pred tem predlogom so Goethe, de Saussure, Venetz, Jean de Charpentier, Karl Friedrich Schimper in drugi naredili o alpskih ledenikih predmet posebne študije, Goethe, Charpentier kot tudi Schimper so celo prišli do zaključka, da so bili balvani raztreseni po pobočjih in vrhovih pogorja Jura posledica prenosa ledenikov.
Charles Darwin je obširno objavil geološke pojave, vključno z distribucijo balvanov. V svojih zapisih med potovanjem HMS Beagle, je Darwin opazil več nenavadno velikih balvanov južno od Magellanovega preliva, Tierra del Fuego in jih pripisal plavajočemu ledu iz Antarktike. Nedavne raziskave kažejo, da so bolj verjetno posledica ledeniškega toka ledu, ki je balvane prinesel na njihove trenutne lokacije.

## Primeri

### Ledeniški balvani
Primeri dobro znanih balvanov so:
- Big Rock v bližini Okotoksa, Alberta, Kanada. To je največji balvan v vznožju Erratics Train.
- Plymouth Rock, v Plymouthu, Massachusetts, ta Mayflower romar je pristal leta 1620. Je pomemben simbol v ameriški zgodovini.
- Indian Rock v Montebello, New York je velik ledeniški balvan iz granita oziroma gnajsa, oblikovan v proterozoiku (predkambrij), pred 1,2 milijarde do 800 milijonov let. Ocenjuje se, da tehta ~ 17.300 ton. Območje vira balvana je v bližini v gorovja Ramapo-Hudson Highlands. Balvan počiva na vrhu triasnih rdečih sedimentih (peščenjak in skrilavec) v kotlini Newark (približno star 145 milijonov let). Skala je bila prinesena na sedanjo lokacijo z notranjim tokom kontinentalnih ledenih plošč v zadnji ledeni dobi, približno pred 21.000 leti. Osnova celinskega ledenika je spodjedala temeljna tla, čez katerega se je premikal, tako velike kot majhne bloke kamnin iz njihovega položaja v gorovju Ramapo in Hudson Highlands.
- Balvan Bleasdell, južni Ontario, opisal ga je kot glacial častiti William Bleasdell leta 1872
- Balvan Fantastic, s praprotjo pokrit balvan velikosti garaže, se nahaja na gori Cougar blizu Seattla.
- Bela skala, Britanska Kolumbija je dobila ime po obalnem balvanu velikosti garaže na plaži v zalivu Semiahmoo, tik ob meji z Washingtonom.
- Foothills Erratics Train je nanos kamnin večjih velikosti. Ta nanos se razteza v ozkem pasu okoli 600 km iz doline reke Athabasca na jugozahodu pokrajine Alberta.
- Doane Rock, največji izpostavljena balvan v Cape Cod.
- Balvan Madison, 4500 t težak ledeniški balvan velikosti velike hiše v Madisonu, New Hampshire.
- Balvani Norber v Yorkshire Dales so eden od najboljših sklopov ledeniških balvanov v Angliji.
- Merton Stone, Merton, Norfolk, Anglija.
- Balvan Rollstone, 110-ton porfir granitni balvan, ki se je prvotno nahajal na vrhu hriba Rollstone v Fitchburgu, Massachusetts. Z zadnjo poledenitvijo je prišel iz Mount Monadnocka v New Hampshiru. V letih 1929-1930 je bil preseljen v Litchfield Park v centru Fitchburga.
- Ehalkivi, balvan blizu Letipea v Estoniji, največji balvan na področju poledenitve Severne Evrope. Višina 7 m, obseg 48,2 m, volumen 930 m³ in masa cca 2500 ton.
- Balvan Crosby, Coronation Park, Liverpool, odkrit na bližnjem polju leta 1898
- Der Alte Schwede, odkrit leta 1999, najstarejši v Nemčiji. Druga večja balvana sta še Giebichenstein in Colossus Ostermunzel.
- Clonfinlough Stone, ki se nahaja v osrednjem delu Irske, je prekrit z bronastodobnimi in srednjeveškimi petroglifi.
- Lostenen, ki se nahaja v zahodni Finski
- Soulbury Boot, ki se nahaja v Soulbury, Buckinghamshire, Anglija.

### Poplavni balvani
V primeru da ledeniški led 'splava' v poplavi, ki nastane, ko se zlomi ledeni jez (primer Missoula Floods) so balvani odloženi, kjer je led končno sprostil svoj drobir. Medn bolj nenavadnimi primeri se je pokazal daleč od njegovega izvora v Idahu v Erratic Rock State Natural Site zunaj McMinnvillea v Oregonu. Park vsebuje 36 t primerek, ki je največji balavan v dolini Willamette.

## Balvani v Sloveniji
Žagana peč je eden večjih ledeniških balvanov in zagotovo najbolj zanimiv, ne le v Kamniško-Savinjskih Alpah, ampak v slovenskih Alpah nasploh.
Skalnati samotar leži na nadmorski višini 808 m, ima od 7 do 10 metrov visoke navpične stene in od 15 do 20 metrov dolge stranice. S tako pravilnimi oblikami ne bi mogel nastati kot posledica skalnega odloma ali podora, saj bi se ob padcu zagotovo raztreščil na manjše kose. Gre za balvan, ki se je v zadnji, würmski poledenitvi odlomil od žive skale, zdrsnil na ledenik in popotoval po dolini navzdol. Ob tem se je dodatno obrusila. Ko se je led stalil, je nasedel na ledeniški moreni. Balvan se je razklal pozneje ob leziki na neenako velika dela, zaradi neenakomerno trdne podlage, pri čemer se je manjši del mestoma posedel za pol metra. Povsem ravna in navpična prepoka, ki deli Žagano peč, je široka slaba dva decimetra in zapolnjena s posameznimi zagozdenimi kamni.
Kakih 300 metrov severovzhodno je večji in prav tako preklan Lepi kamen, na katerem so celo postavili manjšo lovsko kočo. Njegova prepoka je precej širša kot pri Žagani peči in poševna. Na vrhu jo premošča mostič, prek katerega vodi pot do koče.
Še precej večji pa je balvan Sivnica jugovzhodno od Lepega kamna, ki je z višino 40 m največji v Sloveniji in med največjimi na jugovzhodnem alpskem obrobju. Skala, ki jo je s tal precej težko prepoznati, je kar štirinajstkrat večja od Žagane peči.